# 瑪達勒勒
瑪達勒勒（阿美語：Matalelel），是台灣阿美族馬太鞍部落神話中的一名神祇，負責喚醒沉睡的大地女神Iya。

## 身世
瑪達勒勒是神族系譜中的第五代神祇，他是火神瑪拉里南（Mararinag）和溫泉女神瑪里莉（Maliplip）的兒子，祖父母則是月亮阿納費耀（Anavejau）和太陽米哈色勒（Meahsele）。

## 神話
瑪達勒勒的職責記載不明，在神話中，因為地底女神Iya經常會不管職責而陷入沉睡，所以洛巴拉奧派遣包括他在內的四位神祇（他和他的父母、姊妹）前往地底，在Iya的下面搖動她讓她醒來，並因此造成地震。